# 放課後ミステリクラブ
『放課後ミステリクラブ』（ほうかごミステリクラブ）は、知念実希人による日本の児童文学。第1巻「金魚の泳ぐプール事件」が2023年6月26日にライツ社より刊行。
第1巻刊行時点でシリーズ化を予定しており、第2巻「雪のミステリーサークル事件」が2023年10月28日刊行、第3巻「動く亀の銅像事件」が2024年2月21日刊行、第4巻「密室のウサギ小屋事件」が2024年6月21日刊行、第5巻「龍の住む池事件」が2024年10月31日刊行、第6巻「教室のとうめい人間事件」が2025年3月18日刊行。

## 概要
小学校4年生が主人公とされていて、子どもから大人まで楽しめる本格ミステリの児童書。漢字にはすべてふりがなが付けられ、子どもでも一人で読めるようになっている。本格的なトリックで、ミステリ小説や謎解きの面白さに触れることができ、読書の楽しさを子どもたちに知ってもらうことを目的として執筆した。
2024年には第1巻が児童書としては初の本屋大賞の候補作となった。

## あらすじ
金魚の泳ぐプール事件
翌日からのプール授業のため、深夜のプールに薬剤投入のために訪れた4年1組担任の真理子だったが、薬剤を投入しようとプールを見ると、多数の金魚が泳いでいた。翌日の4年1組のプールの時間は自習となり、成り行きでミステリトリオの天馬に調査を依頼した。この日のプール授業は、4年1組のみだった。
雪のミステリーサークル事件
休日の日直当番のため出勤した真理子は、純白の校庭に出現したミステリーサークルを見つける。誰が何の目的で作成したのか、ミステリトリオを学校に呼び出し、調査を依頼した。
動く亀の銅像事件
昼休みに友達と校庭でドッジボールをしていた重田太一は暴投で転がったボールをとりに校庭の隅に行くと、亀が茂みから頭を出していた。翌日の登校中に早乙女華に話すと成り行きで教室に入る前に見に行くことになり、銅像のそばに行くと昨日とは変わって、顔とともに甲羅半分が茂みから出ていた。銅像が動いたと思った太一は昼休みにミステリトリオに調査を依頼した。
密室のウサギ小屋事件
職員室で帰り支度をしていた真理子のところに、飼育係の島谷瑠香が、ウサギ小屋からウサギが消えたと呼びに来た。翌日、真理子はミステリトリオに調査を依頼する。

### 用語
ミステリトリオ
美鈴の「みす」、天馬の「て」、陸の「り」をとって「ミステリトリオ」と呼ぶクラスメイトもいる。
ミステリクラブ
放課後はクラブ活動以外では学校に残れない規則のため、ミステリクラブを設置して真理子先生が顧問になっているということにしている。部室は校舎4階の奥の小さな部屋で、前年度まで倉庫だったが3人で掃除してミステリクラブ部室ということにした。美鈴は小さなトランポリンと体操用の鉄棒を、天馬は理科の実験器具を持ち込み時折実験をするほか仮眠用の寝袋を、陸はBARを経営している親戚から改装時に不要となったジュークボックスとカウンターやイスを貰い受け部室においた。
消えた給食代事件
天馬が最初に解決した事件で、真理子が職員室に置いておいたペンケースにクラスで集めた給食代を入れていたらケースごと行方不明になったもので、天馬はカラスがもっていったのではと推理し、美鈴が取りに行くとカラスの巣にペンケースがあった。

## 登場人物

### 主要人物
柚木陸（ゆずき りく）
本作の主人公。祖父から合気道を習ってる。
辻堂天馬（つじどう てんま）
去年イギリスより転入。大人向けのミステリ小説好き。女子相手でも敬称は「君」をつけて呼ぶ。放課後や休日は、茶色いチェックコートに鹿撃ち帽の探偵のコスチュームを着用。母子家庭で母は夜まで帰らない。
神山美鈴（かみやま みすず）
幼稚園から体操クラブに所属しているスポーツ万能な女子児童。陸とは、家が隣同士で幼稚園からの幼馴染である。
真理子先生（まりこ せんせい）
4年1組の担任。給食代事件以降、ミステリトリオを頼りにしている。ミステリクラブ顧問。

### 4年1組
早乙女華（さおとめ はな）
病弱で学校を休むことが多い。家は裕福。
重田太一（しげた たいいち）
クラスで一番身体が大きい。華とは家が隣同士なので幼馴染でもある。
島谷瑠香（しまたに るか）
科学クラブ部員。飼育係。

### 上級生と下級生
松本和也（まつもと かずや）
6年生で一番身体が大きい。北海道在住の祖母がいる。
種田空良（たねだ そら）
1年生。祖父は宇宙船を作っている。

### 教職員
歌野（うたの）
音楽教師
ジョージ
アメリカ人の英語教師。イギリス帰りの天馬は普通に会話できる。
皆川（みなかわ）
6年生の担任で科学クラブ顧問
用務員
60代男性。推理に夢中になり亀の銅像前で動かない天馬を心配する。

## 既刊一覧
| 巻数 | タイトル                                          | 初版発行日（発売日）   | ISBN              |
| ---- | ------------------------------------------------- | ---------------------- | ----------------- |
| 1    | 放課後ミステリクラブ 1 金魚の泳ぐプール事件       | 2023年6月26日（同日）  | 978-4-90-904445-7 |
| 2    | 放課後ミステリクラブ 2 雪のミステリーサークル事件 | 2023年10月28日（同日） | 978-4-10-180027-1 |
| 3    | 放課後ミステリクラブ 3 動く亀の銅像事件           | 2024年2月21日（同日）  | 978-4-909044-49-5 |
| 4    | 放課後ミステリクラブ 4 密室のウサギ小屋事件       | 2024年6月21日（同日）  | 978-4-909044-52-5 |
| 5    | 放課後ミステリクラブ 5 龍のすむ池事件             | 2024年10月31日（同日） | 978-4-909044-54-9 |
| 6    | 放課後ミステリクラブ 6 教室のとうめい人間事件     | 2025年3月18日（同日）  | 978-4-909044-60-0 |